# Деніс Гусейнбашич
Деніс Гусейнбашич (босн. Denis Huseinbašić, нар. 3 липня 2001, Ербах-ім-Оденвальд, Німеччина) — боснійський футболіст боснійського походження, атакувальний півзахисник клубу «Кельн» та національної Боснії і Герцеговини.

## Ігрова кар'єра

### Клубна
Деніс Гусейнбашич починав займатися футболом у своєму рідному місті Ербах-ім-Оденвальд. Пізніше він грав у молодіжній команді клубу «Дармштадт 98». На професійному рівні Гусейнбашич дебютував у клубі «Кікерс Оффенбах» у Регіональній лізі. У клубі футболіст провів два сезони. А влітку 2022 року підписав трирічний контракт з клубом Бундесліги «Кельн». У вищому дивізіоні футболіст дебютував 3 вересня 2022 року у матчі проти «Вольфсбурга».

### Збірна
З 2022 року Деніс Гусейнбашич є гравцем молодіжної збірної Німеччини.
У лютому 2024 року ФІФА схвалила його прохання про зміну спортивного громадянства з німецького на боснійське.
3 червня 2024 року у товариському матчі проти Англії Деніс Гусейнбашич дебютував у складі національної збірної Боснії і Герцеговини.